# Eric van de Poele

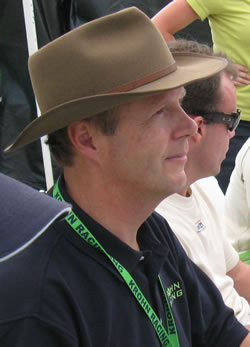
Eric van de Poele

Eric "Tintin" van de Poele (Verviers, 30 september 1961) is een voormalig Belgische Formule 1-coureur.
Na een carrière in onder andere de DTM de autoklasse die hij won in 1987 met de BMW M3 Formule Ford, Formule 3 en het Belgisch Toerwagen Kampioenschap weet Van de Poele in 1989 de Formule 3000 te bereiken en wordt in 1990 tweede in die klasse achter Erik Comas. Het levert hem een plaats op in de Formule 1 bij het nieuwe Modena Lamborghini team voor het seizoen 1991.
Het jaar wordt een teleurstelling, slechts een keer komt Van de Poele door de kwalificaties heen. In de Grand Prix van San Marino lijkt hij op weg naar een vijfde plaats (en twee punten) tot in de laatste ronde de benzinepomp het begeeft en Van de Poele terugvalt naar plek negen (zonder punten).
Na een seizoen is het geld bij Lamborghini op en weet Van de Poele een zitje te bemachtigen bij het roemruchte team van Brabham dat dan al is teruggezakt naar de achterhoede en geen geld heeft. Ook hier valt weinig eer te behalen net zomin als voor zijn teamgenoten Giovanna Amati (de laatste vrouw in de Formule 1) en Damon Hill (de latere wereldkampioen).
Als Fondmetal nog tijdens 1992 Andrea Chiesa dumpt neemt Van de Poele diens plekje over. Fondmetal is beter dan Modena en Brabham (dat zich vlak na het vertrek van Eric terugtrekt uit de Formule 1) en hij kwalificeert zich 3 keer achter elkaar tot ook bij Fondmetal het geld op is.
Hierna wordt hij een jaar lang testcoureur bij Tyrrell en richt hij zich op andere raceklassen. Zo wint hij in 1995 de 12 uren van Sebring en is hij in 2008 voor de vijfde keer de sterkste in de 24 uur van Spa-Francorchamps samen met teamgenoten Michael Bartels, Andrea Bertolini en Stéphane Sarrazin in de Maserati MC12, met deze overwinning is hij recordhouder.